# Ла Гренейд, Сесиль
Дама Сесиль Эллен Флёретт Ла Гренейд (англ. Dame Cécile Ellen Fleurette La Grenade; род. 30 декабря 1952) — политик, генерал-губернатор Гренады с 7 мая 2013 года, первая женщина на этом посту.
Специалист в области продовольственной безопасности (получила образование в университете Вест-Индии, а затем окончила магистратуру и защитила докторскую диссертацию в университете Мэриленда). Офицер ордена Британской империи, а также (по должности) дама большого креста ордена Святых Михаила и Георгия.